# Aktiebolaget M.G. Stenius
Aktiebolaget M.G. Stenius var ett finländskt bolag som sysslade med tomtspekulation och verkade 1895-1938. Bolaget grundade bland annat Haga villastad och Munksnäs. 
Företaget grundades av trädgårdsmästaren Mårten Gabriel Stenius. Han föddes 1844 i Kontiolax (dog 1906) och tog en trädgårdsmästarexamen i Köpenhamn år 1871. Hans första stora uppdrag var Observatoriebergen i Åbo och samma år, 1873, grundade han en handelsträdgård i Alkärr i Kampen i Helsingfors. Handelsträdgården blev stadens ledande inom branschen och Stenius specialitet var rosor. Hans intresse var byggnadsverksamhet och han byggde förutom växthus också ett litet villasamhälle på Rönnskär utanför Helsingfors. År 1886 köpte han 167 hektar av Backas hemman i Lillhoplax för sin odlingsverksamhet. Trots att Stenius tjänade mycket pengar var han ingen affärsman. De vinster han gjorde plöjde han genast ner i dyra nyanläggningar som gav liten utdelning.
Under åren som gick hade Mårten Gabriel Stenius blivit mycket skuldsatt. Hans banker rådde honom år 1895 att ombilda firman till ett aktiebolag för att få nytt kapital och Aktiebolaget M.G. Stenius grundades i juli samma år, vars delägare var Finlands Bank, Nordiska föreningsbanken och Kansallis-Osake-Pankki. Bankerna drog sig snart ur och affärsmännen Julius Tallberg och Herman Renlund, samt senare Leopold Lerche blev delägare. År 1910 köpte också Eliel Saarinen in sig i bolaget.
Stenius drog sig tillbaka från posten som bolagets direktör år 1904 och koncentrerade sig på att utveckla Haga villastad som han grundat på sina marker söder om Hoplax station. Lerche blev direktör och han insåg den potential det fanns i de stigande priserna på byggnadsmark utanför Helsingfors. Flera andra spekulanter kring Helsingfors hade grundat bolag i samma syfte: år 1906 AB Grankulla och AB Parkstad-Vanda, år 1907 AB Brändö Villastad och Boxbacka AB. Under Lerches ledning köptes Korpas skattehemman, 175 hektar, i Lillhoplax år 1906 och år 1911 kom bolaget över hela terrängen för Haga villastad genom ett markbyte med Helsingfors stad. Mårten Gabriel Stenius son, Sigurd Stenius, blev direktör år 1908 och förblev det tills bolaget avvecklades år 1938.
Sitt största jordförvärv, 517 hektar, gjorde M.G. Stenius år 1910 då bolaget köpte största delen av Munksnäs gårds marker av släkten Ramsay. Eliel Saarinen fick i uppdrag att planera det nyförvärvade området och hans storslagna planer, Munksnäs-Haga-planen, presenterades år 1915. År 1918 köpte bolaget alla aktier i AB Alberga Oy och kom över 285 hektar mark. Samma år köptes också 160 hektar i Bredvik. Efter dessa köp ägde M.G. Stenius totalt 1 300 hektar mark. Bolagets ägare sålde sina aktier till Helsingfors stad, som på så sätt fick dessa 1 300 hektar, efter "vattenkrisen" i Munksnäs år 1938. Om vattenkrisen kan läsas i historieavsnittet i artikeln Munksnäs.